# Antes de Madrid
Antes de Madrid (englischer Festivaltitel Before Madrid) ist ein uruguayischer Kurzfilm unter der Regie von Ilén Juambeltz und Nicolás Botana aus dem Jahr 2022. Der Film feiert am 22. Februar 2023 auf der Berlinale seine internationale Premiere in der Sektion Generation.

## Handlung
Der Coming-of-Age-Film zeigt den Abend vor Micaelas Umzug nach Madrid. Santiago wird in Uruguay bleiben, und so ist heute die letzte Gelegenheit für den ersten Sex der beiden Jugendlichen. Da sie in einem kleinen Dorf in Uruguay leben, gestaltet sich das nicht ganz einfach. Aber ein ungestörtes Plätzchen dafür ist gefunden, Kondome sind gekauft und der beste Freund hat Tipps gegeben.

## Produktion

### Filmstab
Regie führten Ilén Juambeltz und Nicolás Botana. Beide studierten an der Filmhochschule ECU (Escuela de Cine del Uruguay).
In wichtigen Rollen sind Alejo Martínez und Agustina Castaño zu sehen.  

### Produktion und Förderungen
Produzent war Facundo Umpiérrez.

### Dreharbeiten und Veröffentlichung
Für die Dreharbeiten wurden Orte in der Provinz San José ausgewählt.
Der Film feiert am 22. Februar 2023 auf der Berlinale seine internationale Premiere in der Sektion Generation.

## Auszeichnungen und Nominierungen
- 2023: Internationale Filmfestspiele Berlin